# Eerstelingenoffer
Het eerstelingenoffer brengen, betekende in de oudheid dat men een deel van de nieuwe oogst van de akkers of de vruchten van bomen offerde aan een god of godin. Men vindt er een vermelding van in de Bijbel:
"Het beste van de eerste vruchten van het land moet u naar het huis van de Heer brengen".
Algemeen wordt aangenomen, dat een deel van deze opbrengst weliswaar geofferd werd, maar vervolgens gegeten werd door de priesters. Als zodanig zou het beschouwd kunnen worden als een verplichte belasting ten bate van de instandhouding van de priesterklasse, die op deze wijze van fysieke arbeid vrijgesteld werd.

## In het oude Griekenland
In het Oude Athene werd het eerstelingenoffer aparche genoemd (ἀπαρχή). Behalve in tijden van oorlog was dit een belangrijke inkomstenbron voor de tempels van de godinnen Demeter, (godin van de landbouw en vruchtbaarheid), en Persephone, (godin van het dodenrijk). Het grootste deel van het geofferde werd door de tempel verkocht en de opbrengsten werden gebruikt voor de dagelijkse uitgaven van het tempelcomplex. Onder het bestuur van Pericles werd het tevens een middel om de macht van Athene te vergroten. De stemgerechtigde leden (demos) van een Griekse gemeente (Deme) hadden controle over het beheer van de tempel door er een bestuur voor te kiezen. In tijden van oorlog, of bij andere noodzaak, kon de Deme geld lenen uit het vermogen van de tempel. 
Gegevens hierover zijn teruggevonden in tempelverslagen die in steen werden gegraveerd als het bestuur overging in andere handen. Op steentablet IG I3 386-387 is te zien hoe de financiën van de tempels waren geregeld. Dr. M.B. Cavanaugh, die de steen vertaalde, denkt dat de eerstelingenoffers behoorlijke invloed hadden op de macht van Athene. Op de steen wordt bijvoorbeeld een lening van de tempel aan de stad genoemd van ruim 20.000 zilveren drachme.
Inscriptie IG I2 76 toont de reglementen voor de eerstelingenoffers aan de godinnen, door Atheense Deme, de bondgenoten van Athene en andere Griekse steden. Van de gerstoogst moest 1/600 deel en van de tarwe-oogst 1/1200 deel worden geofferd. Ook wordt de afhandelingsprocedure beschreven, onder andere om het omzeilen van de afdracht te voorkomen.
De motivatie voor het offeren was een combinatie van drie religieuze factoren: de noodzaak om de twee godinnen te vereren, gehoorzaamheid aan Apollo, en 'voorouderlijke gewoonte'. Als beloning zou het offer weer goede oogsten tot gevolg hebben zolang men de Atheners goed gezind bleef. Hoewel de beloning dus afhing van de goden, was er wel een voorwaarde.

## In de Bijbel

### Joods perspectief
In het oud-Testamentische Israel was het eerstelingenoffer zoals beschreven in de Talmoed, een offer dat aan het altaar moest worden gebracht. Het hield in dat het eerste deel van de oogst werd afgezonderd als toekomend aan God, door het beschikbaar te stellen aan de Levieten, de stam waaruit de priesters afkomstig waren. De Levieten mochten zelf geen land bezitten en konden dus niet zelf oogsten. 
De belangrijkste gelegenheid om de eerste oogst (vandaar: Bikkurim) naar de tempel te brengen was vanaf het feest Shavoeot; dit duurde tot het feest Soekot. Onderworpen aan de offerverplichting waren de zeven belangrijke producten tarwe, gerst, druiven (in de vorm van wijn), vijgen, granaatappels, olijven (in de vorm van olie) en dadels. De regeling is te vinden in het Bijbelboek Exodus (boek), hoofdstuk 23:16-19; in Numeri 18:11-13 en in Leviticus 23:9 e.v.  Sommige tekstcritici denken dat deze regelingen werden ingesteld lang nadat de offers en feesten zich hadden ontwikkeld.
Volgend Joodse wetten waren de hoeken en randen van de akkers, de niet-verzamelde overblijfselen en toevallige groei op wilde plekken niet onderworpen aan  de offerverplichting en moesten deze restanten van de oogst worden achtergelaten voor de behoeftigen (Leviticus 23:22). Van elk verbouwd product moest het voorgeschreven deel worden afgedragen. Wie zowel druiven als olijven verbouwde, mocht dus niet de gehele waarde van het offer in de vorm van olijfolie afdragen.
Er waren ook voorschriften voor het selecteren van het af te dragen deel van de oogst. Over het algemeen moest het beste deel afgedragen worden en dat deel mocht niet geteld of gewogen worden, maar geschat.
Degenen die het Bikkurim naar de tempel brachten moesten bij het overhandigen een verklaring uitspreken zoals beschreven in Deuteronomium 26:3-10.

### Christelijk perspectief
Hoewel sommige Christelijke kerken aandacht besteden aan de oogsttijd, is in het westerse christendom het geven van een deel van de oogst aan de kerk geen gewoonte. In de Oosters Orthodoxe kerk wordt de traditie nog onderhouden tijdens het transfiguratiefeest op 6 augustus (vroeger 19 augustus).
De apostel Paulus wijst op de opstanding van Jezus als een soort van eerste oogst. In I Korinthe 15:20 schrijft hij: "Christus is uit de dood opgewekt als eerste van de gestorvenen". 